# Дудчинська сільська рада
Ду́дчинська сільська́ ра́да — адміністративно-територіальна одиниця та орган місцевого самоврядування в Каховському районі Херсонської області. Адміністративний центр — село Дудчине.

## Загальні відомості
- Територія ради: 64,303 км²
- Населення ради: 1 329 осіб (станом на 2001 рік)

## Населені пункти
Сільській раді були підпорядковані населені пункти:
- с. Дудчине
- с. Любимо-Мар'ївка
- с. Любимо-Павлівка

## Склад ради
Рада складалася з 18 депутатів та голови.
- Голова ради:
- Секретар ради: Чуєнко Марина Вікторівна

### Керівний склад попередніх скликань
| Прізвище, ім'я, по батькові        | Основні відомості                                    | Дата обрання | Дата звільнення |
| ---------------------------------- | ---------------------------------------------------- | ------------ | --------------- |
| Гусейнов Ашир Мамед Огли Мамедович | Сільський голова, 1956 року народження, безпартійний | 26.03.2006   | 31.10.2010      |

Примітка: таблиця складена за даними сайту Верховної Ради України

### Депутати
За результатами місцевих виборів 2010 року депутатами ради стали:

#### За суб'єктами висування
| Суб'єкт висування                                       | Кількість обраних депутатів | %    |
| ------------------------------------------------------- | --------------------------- | ---- |
| Комуністична партія України                             | 6                           | 33,3 |
| Партія регіонів                                         | 5                           | 27,8 |
| Політична партія Всеукраїнське об'єднання «Батьківщина» | 4                           | 22,2 |
| Самовисування                                           | 3                           | 16,7 |

#### За округами
| № округу                                                | Прізвище, ім'я, по батькові     | Дата визнання обраним | Освіта  | Партійна приналежність                        | Відомості про обраного депутата                                  |
| ------------------------------------------------------- | ------------------------------- | --------------------- | ------- | --------------------------------------------- | ---------------------------------------------------------------- |
| Комуністична партія України                             |                                 |                       |         |                                               |                                                                  |
| 1                                                       | Михайлик Анатолій Миколайович   | 04.11.2010            | вища    | член Комуністичної партії України             | пенсіонер                                                        |
| 7                                                       | Осіння Марія Сергіївна          | 04.11.2010            | середня | член Комуністичної партії України             | пенсіонер                                                        |
| 9                                                       | Ільченко Людмила Василівна      | 04.11.2010            | середня | член Комуністичної партії України             | Дудчинська сільська рада, соціальний працівник                   |
| 11                                                      | Клиба Ірина Володимирівна       | 04.11.2010            | середня | член Комуністичної партії України             | Дудчинська сільська рада, паспортист                             |
| 12                                                      | Зубкова Марія Василівна         | 04.11.2010            | середня | член Комуністичної партії України             | Дудчинський фельдшерсько — акушерський пункт, санітарка          |
| 15                                                      | Єванков Віктор Павлович         | 04.11.2010            | вища    | член Комуністичної партії України             | Каховський район енерго збуту і електричних мереж, електромонтер |
| Партія регіонів                                         |                                 |                       |         |                                               |                                                                  |
| 3                                                       | Богачук Олександр Іванович      | 04.11.2010            | середня | член Партії регіонів                          | Приватне підприємство «Лейла», водій                             |
| 5                                                       | Чуєнко Марина Вікторівна        | 04.11.2010            | вища    | позапартійна                                  | Дудчинська сільська рада, секретар                               |
| 6                                                       | Кравченко Оксана Миколаївна     | 04.11.2010            | вища    | член Партії регіонів                          | Дудчинська сільська рада, спеціаліст із земельних питань         |
| 17                                                      | Приходько Євгенія Василівна     | 04.11.2010            | середня | член Партії регіонів                          | Сільське споживче товариство, продавець                          |
| 18                                                      | Вакуловська Наталія Анатоліївна | 04.11.2010            | середня | член Партії регіонів                          | тимчасово не працює                                              |
| Політична партія Всеукраїнське об'єднання «Батьківщина» |                                 |                       |         |                                               |                                                                  |
| 2                                                       | Залуцька Тетяна Олександрівна   | 04.11.2010            | середня | член Всеукраїнського об'єднання «Батьківщина» | Дудчинська загальноосвітня школа ст. I-III, медична сестра       |
| 8                                                       | Ванжа Тамара Вікторівна         | 04.11.2010            | вища    | позапартійна                                  | Дудчинська загальноосвітня школа I-III ст., бібліотекар          |
| 10                                                      | Семенюк Леся Анатоліївна        | 04.11.2010            | вища    | член Всеукраїнського об'єднання «Батьківщина» | Дудчинська загальноосвітня школа I-III ст., вчитель              |
| 16                                                      | Гнойова Віра Леонідівна         | 04.11.2010            | середня | член Всеукраїнського об'єднання «Батьківщина» | Любимо — Павловський фельдшерсько — акушерський пункт, фельдшер  |
| Самовисування                                           |                                 |                       |         |                                               |                                                                  |
| 4                                                       | Масюк Олександр Панасович       | 04.11.2010            | середня | позапартійний                                 | пенсіонер                                                        |
| 13                                                      | Чорний Олег Георгійович         | 26.12.2010            | вища    | позапартійний                                 | Дудчинська загальноосвітня школа I-III ст., директор             |
| 14                                                      | Поліщук Ніна Миколаївна         | 26.12.2010            | середня | позапартійна                                  | тимчасово не працює                                              |